# Апостольский нунций в Испании
Апостольский нунций в Королевстве Испания — дипломатический представитель Святого Престола в Испании. Данный дипломатический пост занимает церковно-дипломатический представитель Ватикана в ранге посла. Как правило, в Испании апостольский нунций является дуайеном дипломатического корпуса. Апостольская нунциатура в Испании была учреждена на постоянной основе в 1528 году. Её штаб-квартира находится в Мадриде.
В настоящее время Апостольским нунцием в Испании является архиепископ, назначенный Папой Львом XIV.

## История
Апостольская нунциатура в Испании, в качестве постоянной нунциатуры, была учреждена в 1528 году.
В XVII веке и особенно в первой половине XVIII века, большая часть апостольских нунциев в Испании выбиралась из числа духовенства стран, которые были подвержены испанскому владычеству, такие как Неаполитанское королевство и Миланское герцогство. Чезаре Монти и Джузеппе Аркинто позднее стали архиепископами Милана и кардиналами.
Апостольские нунции в Испании, особенно в XVII веке, всегда играли важную роль в политике. Двое из них были избраны на папский престол — Иннокентий X и Климент IX.

## Апостольские нунции в Испании
- Джованни Поджо — (июль 1529 — декабрь 1551);
- Леонардо Марини, O.P. — (24 марта 1552 — ?);
- Алессандро Кривелли — (ноябрь 1561 — ноября 1565);
- Джамбаттиста Кастанья (3 ноября 1565 — 3 июля 1572);
- Николо Орманетто — (1572 — 18 января 1577);
- Филиппо Сега — (8 июля 1577 — февраль 1581);
- Луиджи Таверна — (30 апреля 1581 — 11 декабря 1585);
- Чезаре Спаччани — (11 декабря 1585 — 27 августа 1588);
- Аннибеле де Грасси — (27 августа 1588 — 24 июня 1590);
- Муцио Пассамонте — (14 июля 1590 — январь 1591);
- Пьетро Миллини — (январь 1591—1592);
- Камилло Каэтани — (1 октября 1592—1600);
- Доменико Джиннази — (22 февраля 1600—1605);
- Джованни Гарциа Миллини — (20 июня 1605 — 22 мая 1607);
- Дечо Карафа — (22 мая 1607 — 17 августа 1611);
- Антонио Каэтани — (27 октября 1611 — 17 июля 1618);
- Франческо Ченнини Саламандри — (17 июля 1618 — 2 апреля 1621);
- Алессандро ди Сангро — (2 апреля 1621—1622);
- Инноченцо Массими — (23 июня 1622—1624);
- Джулио Чезаре Саккетти — (27 января 1624—1626);
- Джованни Баттиста Памфили — (30 мая 1626 — 1 марта 1630 — назначен официалом Римской курии);
- Чезаре Монти — (1 марта 1630—1634);
- Лоренцо Кампеджи — (январь 1634—1639);
- Чезаре Факкинетти — (8 августа 1639—1642);
- Джованни Джакомо Панчироли — (18 января 1642—1644);
- Джулио Роспильози — (14 июля 1644 — 14 сентября 1652);
- Франческо Каэтани — (14 сентября 1652 — декабрь 1653);
- Камилло Массимо — (8 января 1654 — ноябрь 1656);
- Карло Бонелли — (27 октября 1656 — 14 января 1664);[1]
- Виталиано Висконти — (16 августа 1664 — февраль 1668);
- Федерико Борромео младший — (25 февраля 1668 — июль 1670);
- Галеаццо Марескотти — (13 августа 1670 — 27 мая 1675) ;
- Савио Миллини — (1 июля 1675—1685);
- Марчелло Дураццо — (5 мая 1685 — 2 сентября 1686);
- Джузеппе Мости — (1690—1692);
- Федерико Качча — (5 января 1693 — 12 декабря 1695);
- Джузеппе Аркинто — (13 января 1696 — 18 мая 1699 — назначен архиепископом Милана);
- Франческо Аквавива д’Арагона — (27 марта 1700 — 17 мая 1706);
- Антонио Феличе Дзондадари — (28 мая 1706—1709);[2]
- Джорджо Спинола — (3 июля 1711 — 26 мая 1713 — назначен апостольским нунцием в Австрии);
  - Дипломатические отношения прерваны;
- Помпео Альдрованди — (2 января 1717—1720);
- Алессандро Альдобрандини — (1 июля 1720 — 2 октября 1730);
- Винченцо Антонио Алеманни Нази — (20 декабря 1730 — до 9 сентября 1735);
- Сильвио Валенти Гонзага — (28 января 1736 — 19 декабря 1738);
- Джованни Баттиста Барни — (1 апреля 1739 — 9 сентября 1743);
- Энрико Энрикес — (8 января 1744 — 26 ноября 1753);
- Мартино Иннико Караччоло — (20 декабря 1753 — 6 августа 1754);
- Джироламо Спинола — (8 ноября 1754 — 24 сентября 1759);
- Ладзаро Опицио Паллавичино — (9 февраля 1760 — 26 сентября 1766);
- Чезаре Альберико Лучини — (18 декабря 1766 — 19 февраля 1768);
- Ипполито Антонио Винченти (1768—1773);[3]
- Луиджи Валенти Гонзага — (2 сентября 1773 — 20 мая 1776);
- Никола Колонна ди Стильяно — (7 июня 1776 — 14 февраля 1785);
- Ипполито Антонио Винченти Марери — (24 мая 1785 — 21 февраля 1794);
- Филиппо Казони — (27 мая 1794 — 23 февраля 1802);
- Пьетро Гравина — (1 марта 1803 — 23 сентября 1816 — назначен архиепископом Палермо);
- Джакомо Джустиниани — (6 апреля 1817 — 13 мая 1826 — назначен архиепископом, с персональным титулом, Имолы);
- Франческо Тибери Контильяно — (9 января 1827 — 1 августа 1834 — назначен архиепископом, с персональным титулом, Йези);
- Луиджи Амат ди Сан Филиппо и Сорсо — (13 ноября 1832—1835);
  - Дипломатические отношения прерваны (1835—1848);
- Джованни Брунелли — (22 июля 1848 — 7 марта 1853);
  - вакансия (1853 — 1857);
- Лоренцо Барили — (16 октября 1857 — 13 марта 1868);
- Алессандро Франки — (13 марта 1868 — июнь 1869);
  - вакансия (1869 — 1875);
- Джованни Симеони — (15 марта 1875 — 17 сентября 1875);
- Джакомо Каттани — (28 января 1877 — 19 сентября 1879);
- Анджело Бьянки — (19 сентября 1879 — 25 сентября 1882);
- Мариано Рамполла дель Тиндаро — (19 декабря 1882 — 14 марта 1887);
- Анджело Ди Пьетро — (23 мая 1887 — 16 января 1893);
- Серафино Кретони — (9 мая 1893 — 22 июня 1896);
- Джузеппе Франчика-Нава ди Бонтифе — (25 июля 1896 — 19 июня 1899);
- Аристиде Ринальдини — (28 декабря 1899 — 15 апреля 1907);
- Антонио Вико — (21 октября 1907 — 27 ноября 1911);
- Франческо Рагонези — (9 февраля 1913 — 7 марта 1921);
- Федерико Тедескини — (31 марта 1921 — 16 декабря 1935);
- Филиппо Кортези — (4 июня — 24 декабря 1936 — назначен апостольским нунцием в Польше);[4]
  - Сильвио Серикано — (11 июня — 4 ноября 1936) (поверенный в делах);
  - Исидро Гома-и-Томас — (19 декабря 1936 — 21 сентября 1937) (поверенный в делах);
  - Ильдебрандо Антониутти — (21 сентября 1937 — 1938) (поверенный в делах);
- Гаэтано Чиконьяни — (16 мая 1938 — 12 января 1953);
- Ильдебрандо Антониутти — (21 октября 1953 — 19 марта 1962);
- Антонио Рибери — (28 апреля 1962 — 26 июня 1967);
- Луиджи Дадальо — (8 июля 1967 — 4 октября 1980 — назначен секретарём Священной Конгрегации таинств и богослужения);
- Антонио Инноченти — (4 октября 1980 — 25 мая 1985);
- Марио Тальяферри — (20 июля 1985 — 13 июля 1995 — назначен апостольским нунцием во Франции);
- Лайоша Када — (22 сентября 1995 — 1 марта 2000, в отставке);
- Мануэл Монтейру де Каштру — (1 марта 2000 — 3 июля 2009 — назначен секретарём Конгрегации по делам епископов);
- Ренцо Фратини — (20 августа 2009 — 4 июля 2019, в отставке).
- Бернардито Клеопас Ауса — (1 октября 2019  — 22 марта 2025 — назначен апостольским нунцием при Европейском Союзе).